# 紀念斯隆-凱特琳癌症中心
紀念斯隆-凱特琳癌症中心（英語：Memorial Sloan Kettering Cancer Center，简称MSK或MSKCC）是美國纽约市的癌症治疗和研究机构，成立于1884年，旧称為纽约市肿瘤医院。其主院址位於約克大道1275號，位於曼哈頓第67街和68街之間。

## 历史

### 1884－1934：纽约市癌症医院
纪念医院于1884年以纽约市肿瘤医院为名，由约翰·雅各·阿斯特三世及妻子夏洛特等建立于曼哈顿上西区。医院任命威廉·科里为主治外科医生，率先推行免疫疗法以根除癌症。作家纳撒尼尔·霍桑的女儿罗斯·霍桑在1896年夏天曾在那里实习，然后创建了自己的修道会「霍桑的多米加修女会」。1899年，医院更名为「癌症与相关疾病治疗综合纪念医院」。
大约在1910年左右，康奈尔大学医学院教授詹姆斯·尤因与纪念医院合作，在工业家和慈善家詹姆斯·道格拉斯的帮助下，资助了10万美元，为临床研究提供了二十张床位，用以研究镭的设备和临床实验室。道格拉斯对发展癌症放射疗法的热情和资金激励了尤因成为开发这种疗法先驱之一。尤因很快在纪念医院接管了临床和实验室研究，并成为领导人物。在1916年，医院又重新命名，放弃了 “将军” ，简称为纪念医院。美国的第一个奖学金培训计划于1927年在纪念医院成立，由洛克菲勒（Rockefellers）资助。当时最强大的900千伏X射線管于1931年在纪念医院的放射線療法中投入使用，该射线管由通用电气公司历时几年建成。1931年，尤因被正式任命为医院院长，并一直在这个岗位上尽心尽责，他后来被《时代杂志》在封面上称以「癌症斗士尤因」，并在同期文章中将他称为他所在时代最重要的癌症研究医生。他一直在纪念医院工作到1939年退休。在他的领导下，纪念医院成为美国其他癌症中心的典范，将患者护理与临床和实验室研究相结合。据他说「尤因与纪念医院的关系可以通过艾默生的话最好地表达，每个研究所都是某些人延伸的背影，尤因博士就是这纪念医院」。

### 1934－1980年：纪念医院和斯隆-凯特琳研究所
在1934年，小约翰·戴维森·洛克菲勒在約克大道捐赠了一个地点作为新院址。两年后，他向纪念医院拨款300万美元，医院开始向其它城市发展。纪念医院于1939年正式重新开放。
1945年，通用汽车公司董事长艾尔弗雷德·P·斯隆通过斯隆基金会捐赠了400万美元，创建了斯隆-凯特琳癌症研究所，通用汽车副总裁兼研究主管查尔斯·凯特琳亲自同意监督一项基于工业技术的癌症研究计划，原先独立的研究所就建在纪念医院旁边。
1948年，科尼利斯·罗达成为纪念医院院长。罗达在第二次世界大战期间为美国军队开展了化学武器计划，并参与了这项工作，并发现氮芥类可能被用作癌症药物:91–92，他促成了纪念医院临床医生约瑟夫·博切诺和韦尔康公司格特魯德·B·埃利恩和喬治·H·希欽斯的合作，后者协作发现了6-巯基嘌呤（6 MP），这项合作带来了癌症药物的巨大发展和最终广泛应用。:91–92
二十世纪五十年代中期到二十世纪六十年代中期，切斯特·南安司在紀念斯隆-凱特琳癌症中心开展了病毒治疗和癌症免疫治疗的开创性臨床研究，不过，他在参与者未知情同意的情况下进行了研究，他对自己或别人照管的病人和囚犯进行了研究。1963年，部分医生反对在缺乏知情同意的情况下实验，并将他报告给纽约大学的院士，他被认定有欺诈，欺骗和不专业的行为，最终被停职观察一年。《纽约时报》刊登了南安司的研究实验和被举报的案例。 
1960年，纪念斯隆凯特琳癌症中心成立为一个新的公司，以协调两个机构的合作，前国家癌症研究所所长约翰·海勒被任命为总裁。20世纪60年代末，随着儿科肿瘤学领域的成功，纪念馆开设了儿科门诊和日间医院，部分原因是为了服务于越来越多的癌症幸存者。在20世纪70年代初，博切诺和MSK的专业投资人与信托人被任命为美国政府班南·施密特被任命为总统小组，该组织于20世纪70年代早期启动了美国联邦政府的癌症战争计划，作为这项计划的一部分，国会通过了1971年《国家癌症法案》，斯隆凯-特琳纪念馆被指定为全国三大综合癌症中心之一。1977年，杰米·霍兰德在紀念斯隆-凱特琳癌症中心创立了全职精神科服务，致力于帮助癌症患者应对疾病及其治疗，它也是首个心理肿瘤学领域的项目。

### 1980年以前：紀念斯隆-凱特琳癌症中心
1980年，纪念医院和斯隆-凱特琳研究所正式合并成一个独特的实体，归为纪念斯隆-凱特琳癌症中心名下。
2000年，美国国立卫生研究院（NIH）前任主管哈羅德·瓦慕斯成为MSK的总监，在任职期间，他帮助建立新的设施，加强了MSK的临床和研究机构之间的联系，并促成了与威尔康奈尔医学院和洛克菲勒大学等其他机构的合作。
肿瘤学家兼研究员克雷格·汤普森于2010年被任命为MSK的总裁兼首席执行官。次年，根据美国国家卫生研究院和加利福尼亚大学评级，MSK食品药品监督管理局（FDA）许可的药物和疫苗研发第三大成功非营利组织。2012年，汤普森任命何塞·巴斯尔卡为主任医师，负责指导MSK临床方面的工作。同年，与IBM的沃森（Watson）合作开启，旨在开发新工具和资源，为患者提供更好的个体诊断和治疗建议。MSK的研究部门——SKI的主任由乔安·马萨格于2013年担任主任一职。

## 培訓
2004年，小路易斯·郭士纳生物医学科学研究生院在纪念斯隆-凯特琳癌症中心开幕，目的是通过引导学生进入互动和创新的环境进一步发展研究。
该三机构协办的硕博课程是紀念斯隆-凱特琳癌症中心与洛克菲勒大學、康奈尔医学科学研究生院和康奈尔大学合作的项目，这项生物医学课程利用了这三家机构在生物医疗研究上紧密合作和康奈尔大学的医学博士课程。Tri-I CBM的培训项目也是一个类似的伙伴关系。

## 声望
2015年，慈善觀察给予紀念斯隆-凱特琳癌症中心「优」评级（A.），该慈善组织的负责人从慈善机构获得了$2,107,939至2,639,669美元的薪金/补偿。首席执行官克雷格·汤普森（Craig B. Thompson）从慈善机构获得了2,554,085美元的薪酬/补偿。
美国新闻与世界报道将MSK评为2015至2017年度美国第二大癌症设施。